# Rudawa (gmina)

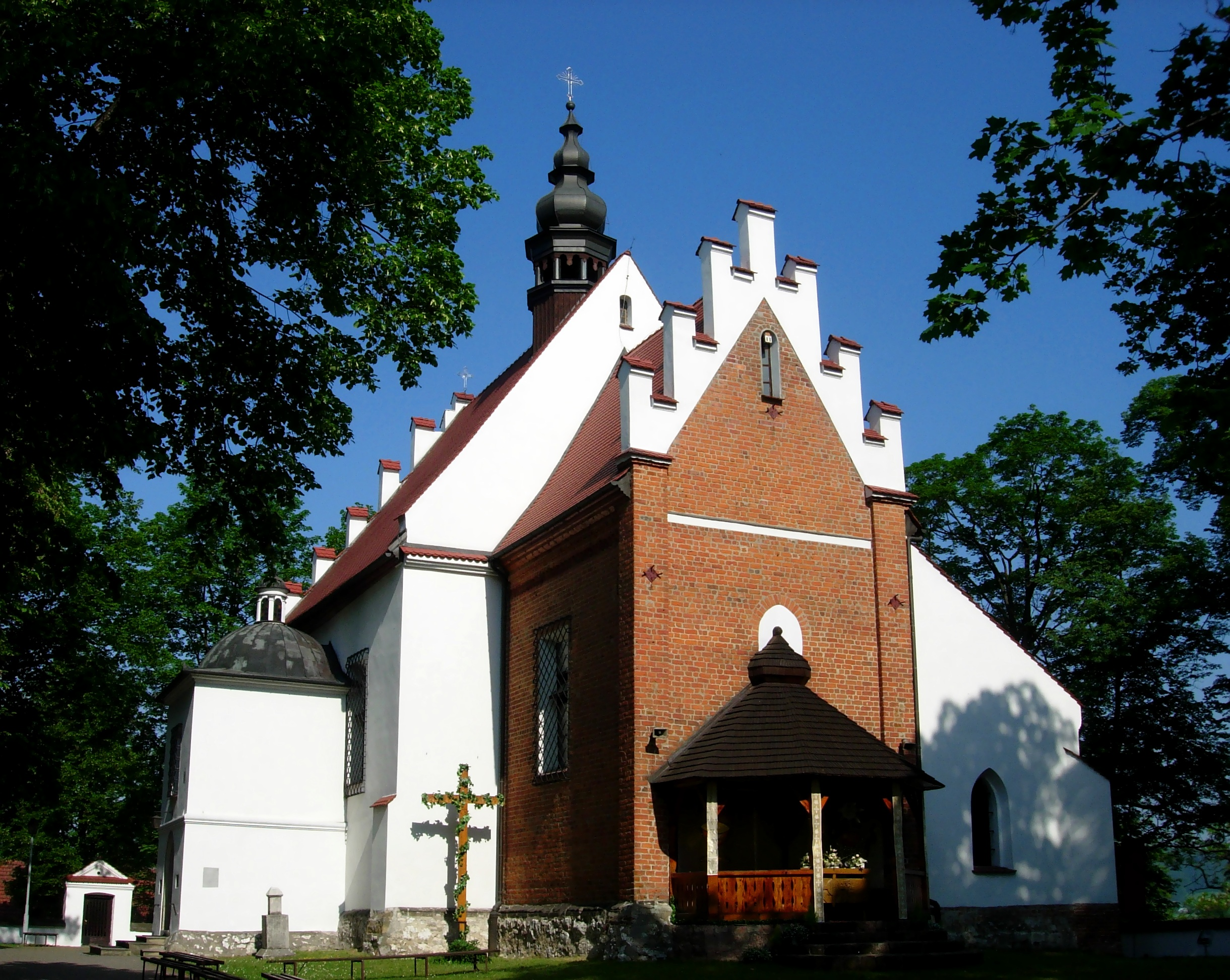
Kościół w Rudawie

Rudawa – dawna gmina wiejska istniejąca w latach 1973–1976 w woj. krakowskim (dzisiejsze woj. małopolskie). Siedzibą władz gminy była Rudawa.
Gmina została utworzona 1 stycznia 1973 w powiecie chrzanowskim w woj. krakowskim z części obszaru dawnych gmin Krzeszowice w powiecie chrzanowskim (Brzezinka, Młynka, Niegoszowice, Nielepice, Pisary, Radwanowice i Rudawa) i Liszki w powiecie krakowskim (Brzoskwinia).
1 czerwca 1975 gmina znalazła się w nowo utworzonym woj. miejskim krakowskim. 
15 stycznia 1976 roku gmina została zniesiona przez połączenie z dotychczasową gminą Zabierzów w nową gminę Zabierzów.